# 都萬神社

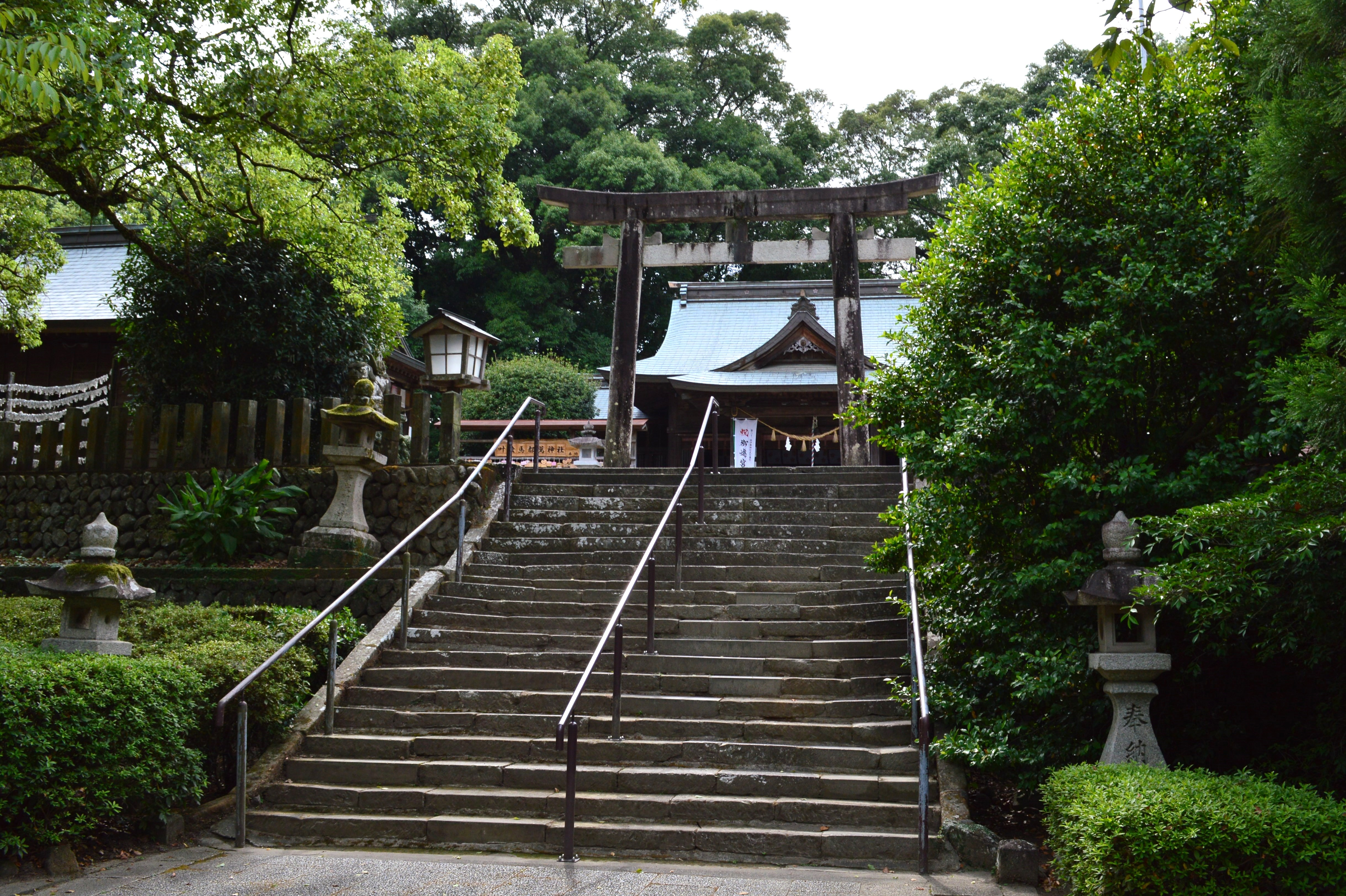
鳥居

都萬神社（つまじんじゃ、都万神社）は、宮崎県西都市にある神社。式内社で、日向国総社論社、日向国二宮論社。旧社格は県社。「さいまんさま（妻万様）」として親しまれている（後述）。

## 社名
「都万」の社名について、「妻万」とする説が古くからある。またその場合、読みを「つま」のほか「さいまん」とする説がある。現在も地元では、「おせんさま」という「さいまん」の転訛による呼称が残っている。

## 祭神
- 木花開耶姫命 （このはなさくやひめのみこと）[1][3]
社名の「都万（都萬）」は「妻」のことであり、祭神の木花開耶姫命が瓊々杵尊の妻であることに由来し、社伝によるとこの地が新婚生活の地であるという[1]。
母乳が足りなかったため甘酒を造ったという伝説があり「日本清酒発祥の地」ともいわれる[1]。神社の南西には「酒元」という集落もある[1]。

一説として、祭神は柧津比売命という説もある。

## 歴史

### 創建
創建の年代は不詳。当社周辺には、木花開耶姫命と瓊々杵尊が新婚生活を送ったという伝承地が残っている。当社近くには全国屈指の大古墳群である西都原古墳群があるほか、屯倉設置の推定地や日向国府跡もあり、日向の中心地であったことがうかがわれる。
都萬神社の神官家の日下部氏の系図や『妻萬大明神縁起』などによると、瓊瓊杵尊が天下ったころに土から出現した日下部立次が妻萬大明神を祀ったのが由来であるという。
なお本居宣長以来古くから、当地の地名「妻（つま）」を『魏志倭人伝』に見える「投馬国」に比定する説がある（確証はされていない）。

### 概史
国史の初見は、『続日本後紀』の承和4年（837年）8月1日条の「日向国子湯郡都濃神。妻神。宮埼郡江田神。諸県郡霧島岑神。並預官社（都農神社・都萬神社・江田神社・霧島岑神社を官社に預かる）」という記事である。その後、神階は天安2年（858年）に従四位下まで昇進した。
『延喜式』神名帳では日向国児湯郡に「都万神社」と記載され、式内社に列している。日向国府は当社近くに設けられており、また「五社明神」という別称から日向国の有力社を合祀していたと見られることから、当社は日向国の総社の機能を担ったとする説がある。また、都農神社（日向国一宮）に次ぐ二宮として崇敬されたとする説もある。
日向国衙の在庁職にあった日下部氏は当社の神官も務め大きな影響を持ったが、室町時代以後の当社は伊東氏から庇護された。中世には「妻宮」「妻万宮」「日向総廟五社大明神」などと呼ばれていたという。日向国の式内社4社の中では、実質的に最も有力な神社であった。
明治6年（1873年）に、近代社格制度において県社に列格し、明治40年（1907年）には神饌幣帛料供進指定を受けた。

### 神階
- 承和4年（837年）8月、官社に列格 （『続日本後紀』） - 表記は「妻神」。
- 天安2年（858年）10月22日、従五位上から従四位下 （『日本三代実録』）

## 境内

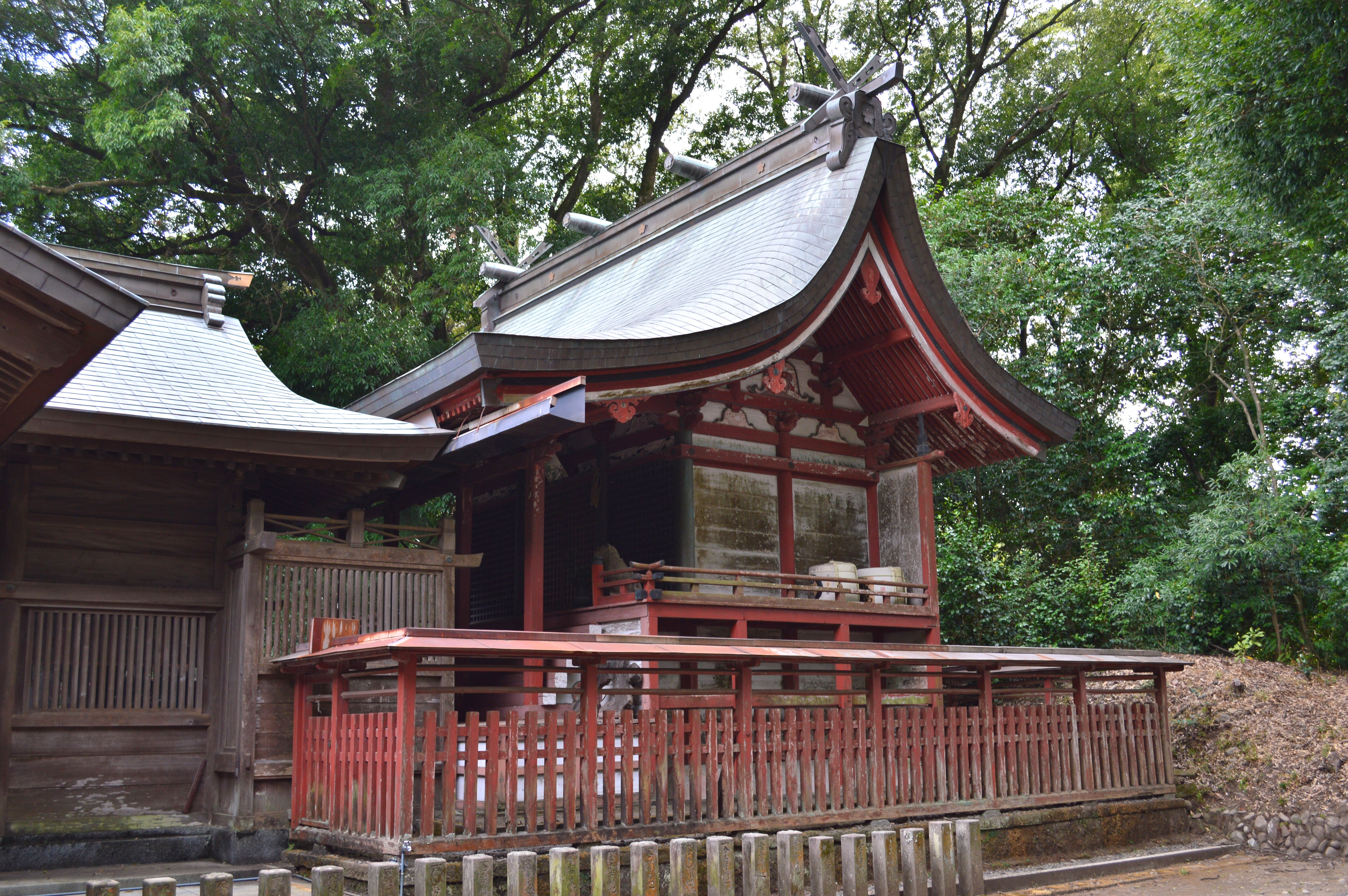
本殿
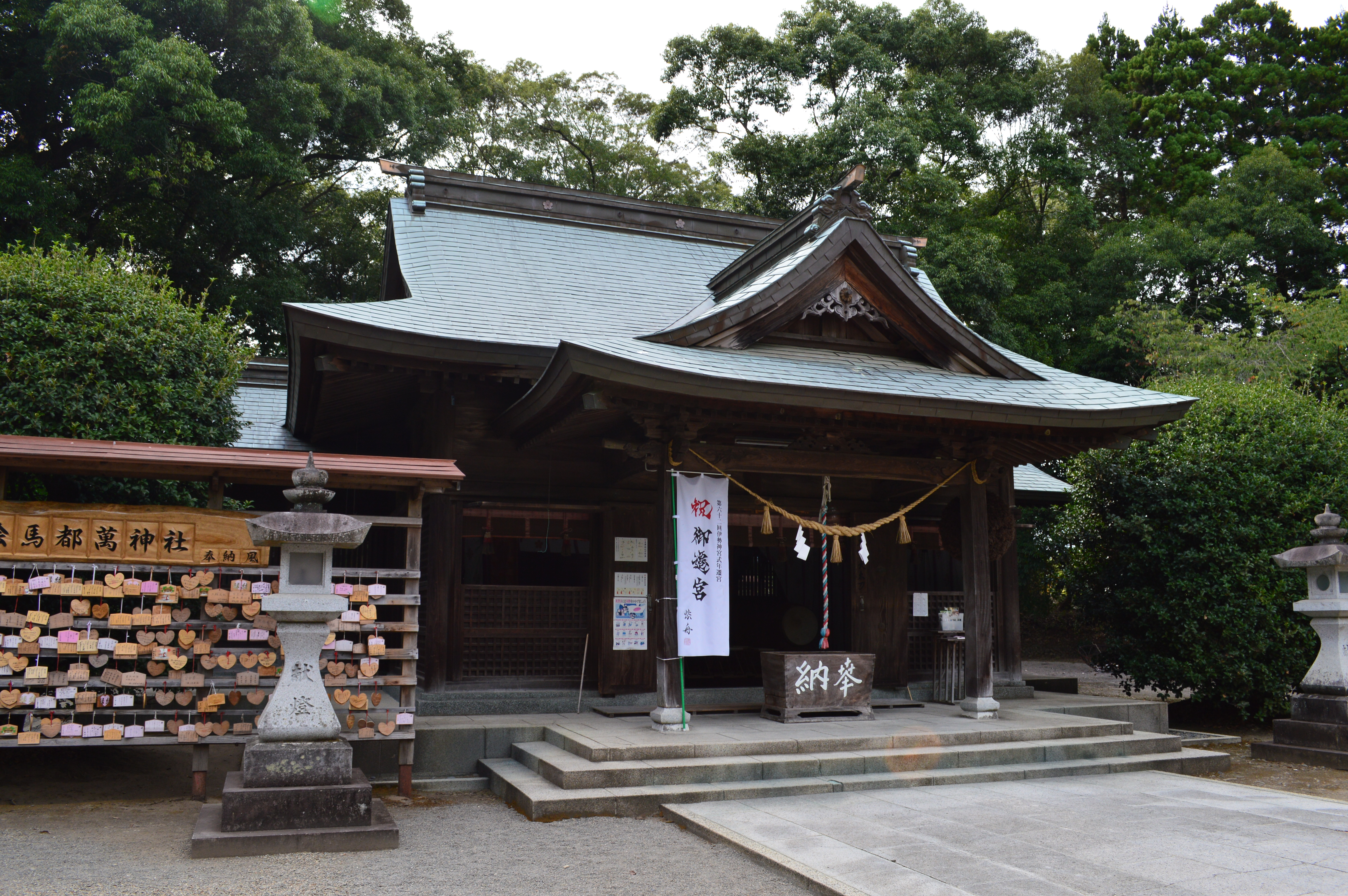
拝殿
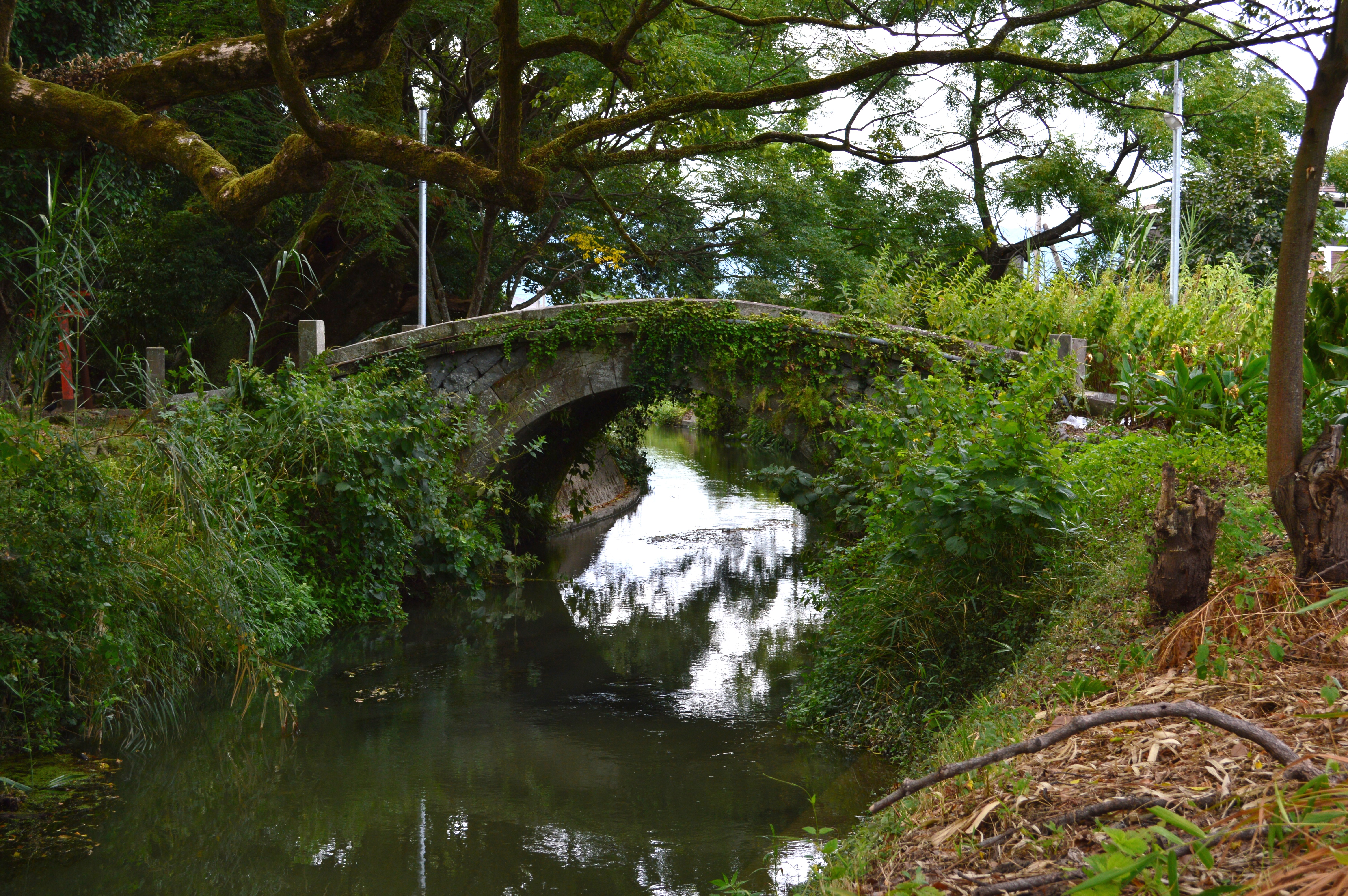
石橋
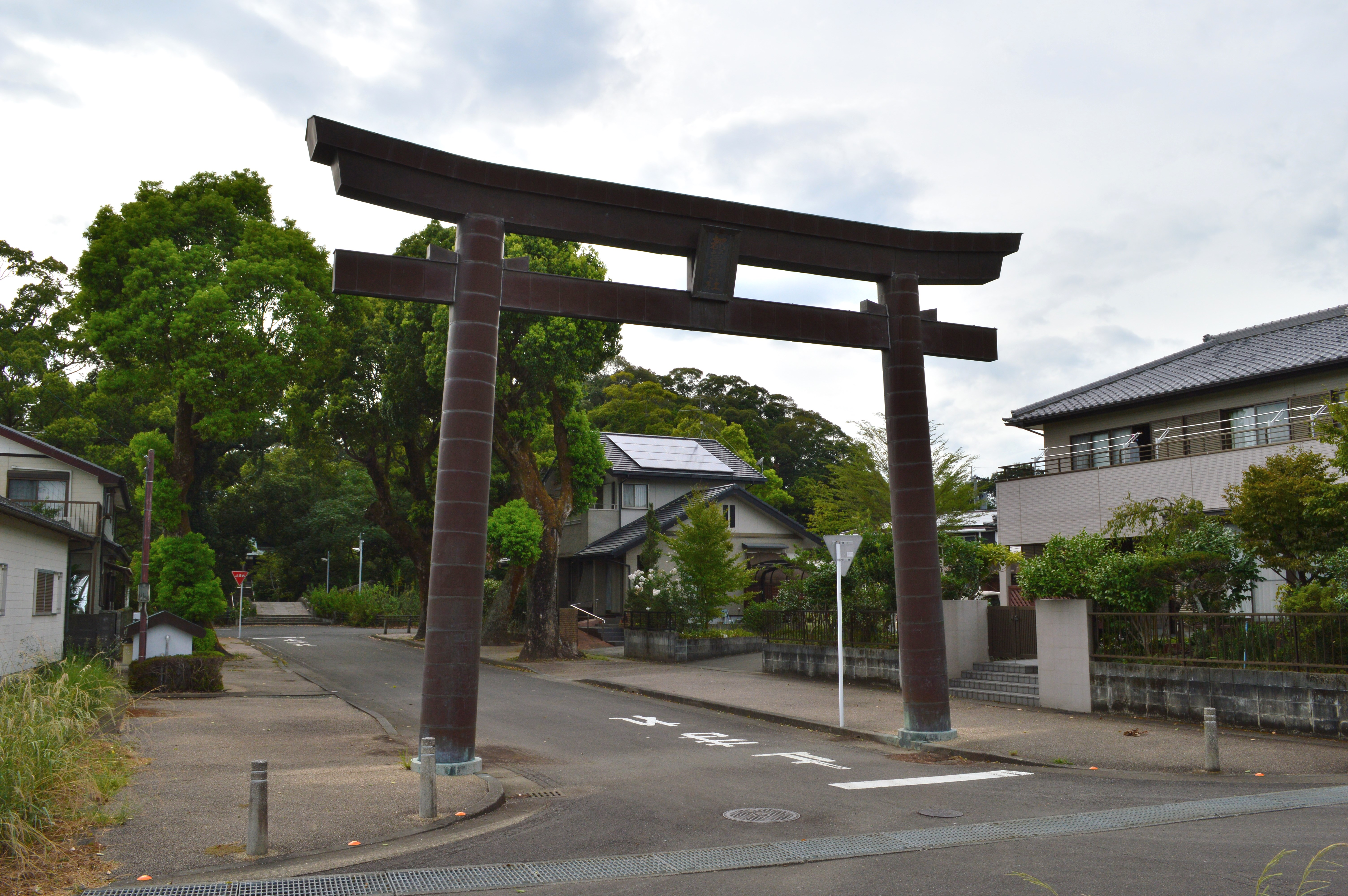
一の鳥居

## 摂末社
- 大山祇神社 - 祭神：大山津見命
- 八坂神社 - 祭神：須佐之男命
- 霧島神社 - 祭神：瓊瓊杵命
- 四所神社 - 祭神：磐長姫命ほか3柱
- 稲荷神社 - 祭神：宇迦之御魂命

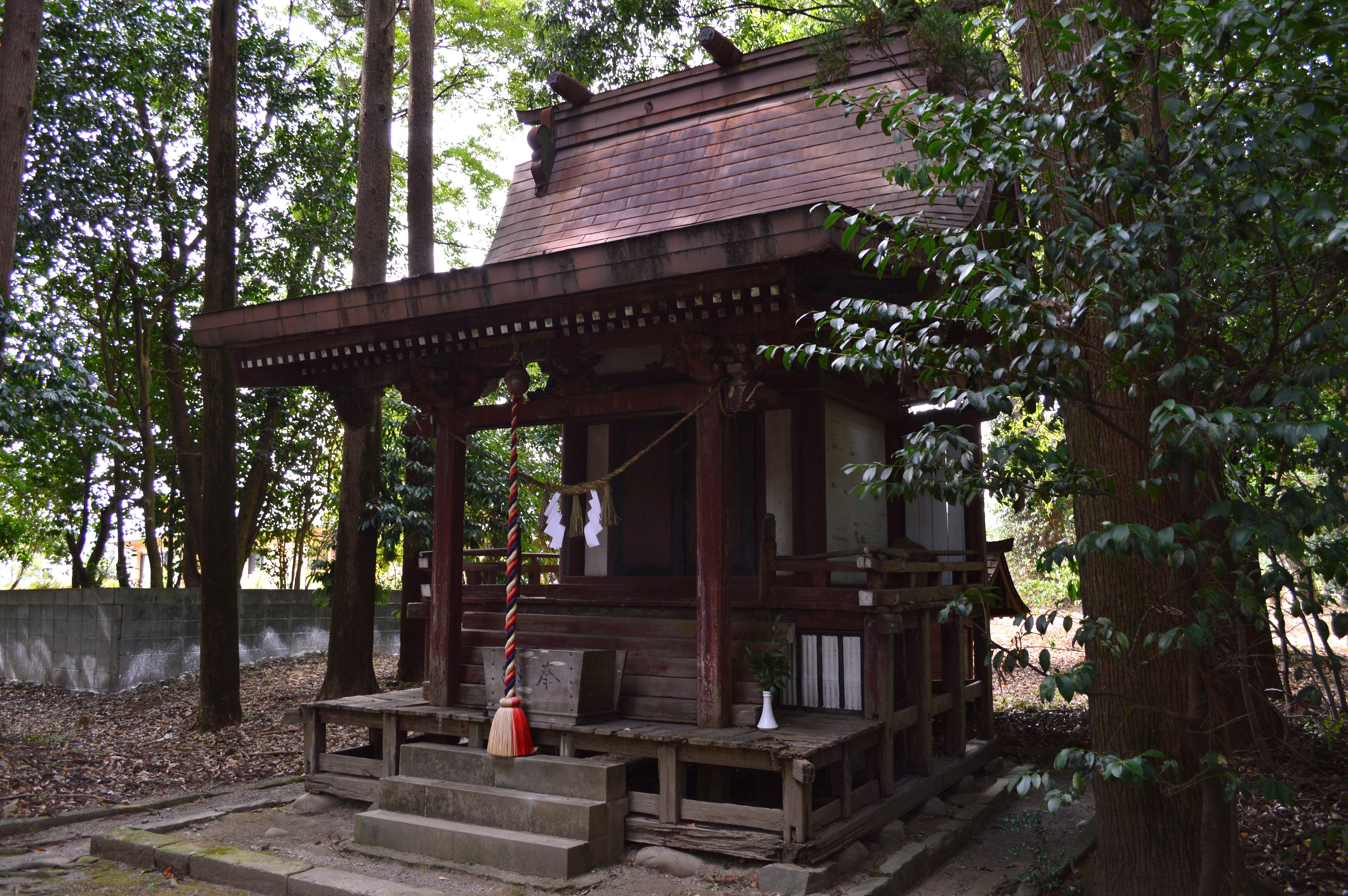
大山祇神社
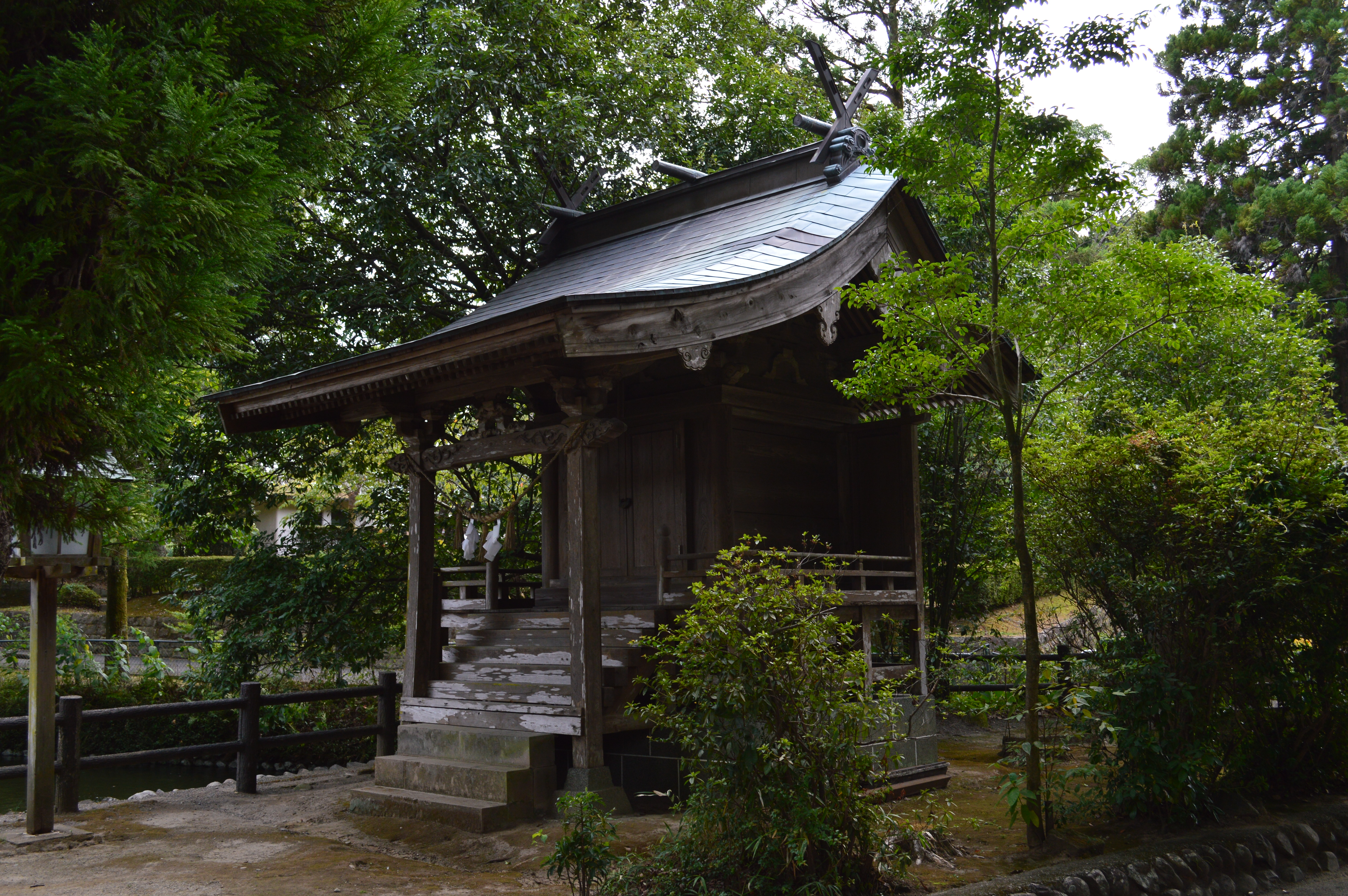
八坂神社

## 祭事
- 歳旦祭 （1月1日）[9]
- 大祓 （6月30日）
- 更衣祭 （7月7日）
特殊神事。神像に着付けや化粧を施し、祭神・木花開耶姫命の入内までの様子を再現する[5]。社伝では日本の婚礼儀礼の初めであるという[1]。
- 例大祭 （11月19日）
- 鎮火祭 （旧暦11月2日）
- 大祓、除夜祭 （12月31日）

## 文化財

### 国の天然記念物

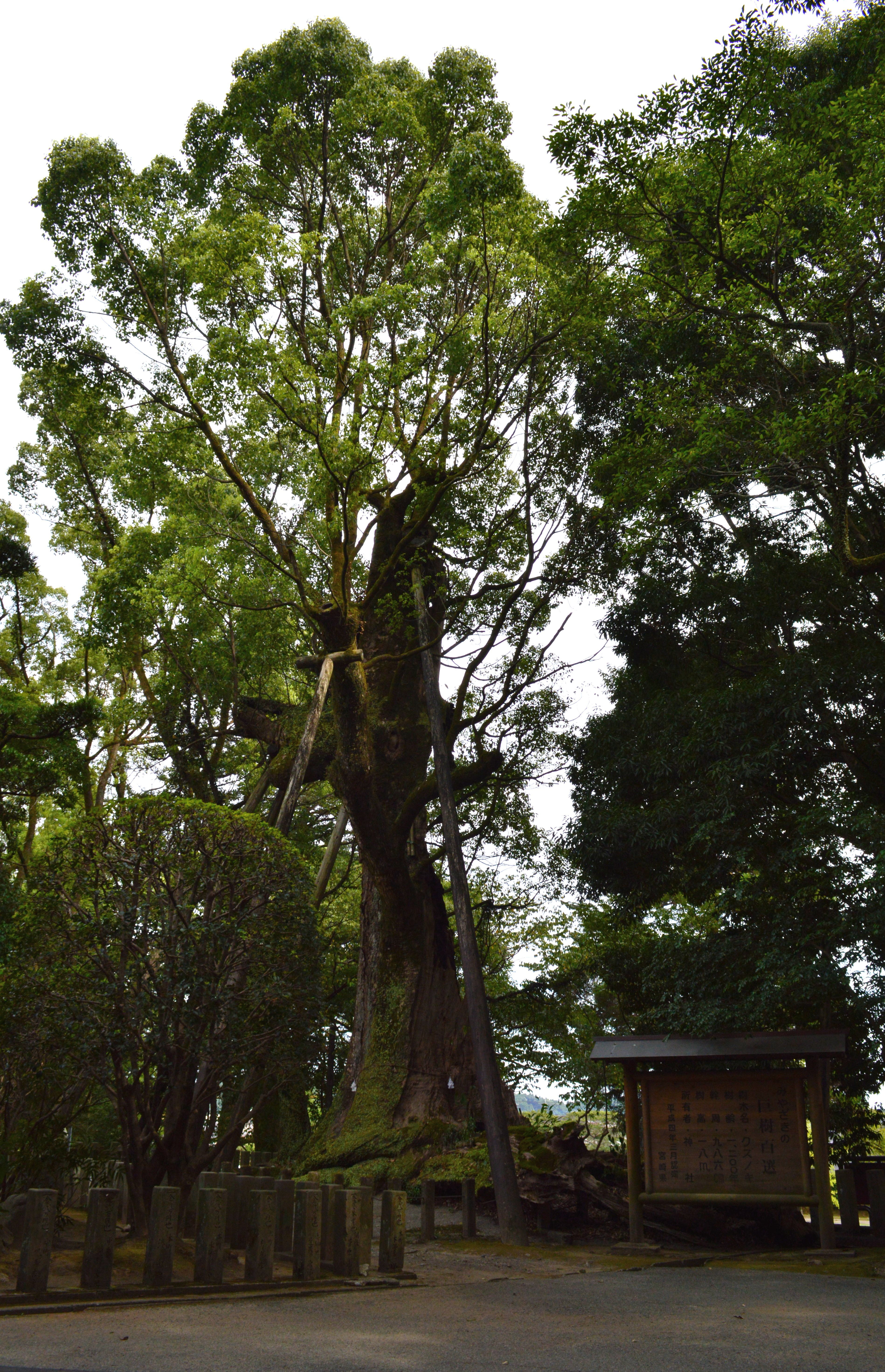
妻のクス（国の天然記念物）

- 妻のクス - 推定樹齢は1,200年で、高さ約40メートル。昭和26年6月9日指定[10]。

## 現地情報
所在地
- 宮崎県西都市大字妻1

交通アクセス
- 宮崎交通バスで「都萬神社前」バス停下車 （下車後徒歩すぐ）
  - 西都バスセンターからは徒歩約12分。

周辺
- 桜川 - 神社前にある川で世阿弥元清の謡曲『桜川』の前半の舞台であるとする伝承がある[1]。
- 日向国分寺
- 西都原古墳群
- 記紀の道